# Ley de De Vaucouleurs
La ley de De Vaucouleurs (también denominada perfil de De Vaucouleurs) describe cómo la brillantez de la superficie {\displaystyle I} de una galaxia elíptica varía en función de la distancia aparente {\displaystyle R} desde el centro:
{\displaystyle \ln I(R)=\ln I_{0}-kR^{1/4}.}
Mediante la definición de Re como el radio de la Isolínea que contiene la mitad de la luminosidad (es decir, el radio del disco interior contribuyendo la mitad de la brillantez de la galaxia), la ley de De Vaucouleurs puede escribir:
{\displaystyle \ln I(R)=\ln I_{e}+7.669\left[1-\left({\frac {R}{R_{e}}}\right)^{1/4}\right]}
o
{\displaystyle I(R)=I_{e}e^{-7.669\left[({\frac {R}{R_{e}}})^{1/4}-1\right]}}
donde Ie es la brillantez de la superficie en Re. Esto se puede confirmar observando
{\displaystyle \int _{0}^{R_{e}}I(R)rdr={\frac {1}{2}}\int _{0}^{\infty }I(R)rdr.}
La ley de De Vaucouleurs, formulada en 1948, es un caso especial de la ley de Sérsic, con el índice de Sérsic n = 4. Una serie de leyes de densidad que aproximadamente duplica el derecho de De Vaucouleurs después de la proyección sobre el plan del cielo incluye el modelo de Jaffe y el modelo de Dehnen.